# Selma Baldursson
Selma Baldursson (* 5. Oktober 1974 in Köln) ist eine deutsche Schauspielerin. Sie wurde 1985 als Meike Schildknecht in der Serie Lindenstraße bekannt. 

## Leben
Die Halbisländerin begann 1985 ihre Fernsehkarriere mit der Kinderrolle der Meike Schildknecht in der zweiten Folge der Lindenstraße. Mit Folge 84 schied sie 1987 dort aus und wirkte danach noch in drei Folgen Unsere Hagenbecks (1992) und einer Folge Die Wache (1994) mit. Außerdem verkörperte Baldursson 1994 im Rahmen einer Gastrolle die Figur der Ina Kurzscheck in Folge 19 (Die Lüge) der Arztserie Stadtklinik.
Nach dem Abitur studierte Baldursson Schauspiel in Wien. Festengagements am Thüringer Landestheater in Eisenach und am Stadttheater Bremerhaven folgten. Seither arbeitete sie als freischaffende Theaterschauspielerin. 2020 machte sie in der Schweiz ihren Facharzt in Psychiatrie und Psychotherapie, nachdem sie 2012 in Deutschland ihre Staatsexamen gemacht hatte. Sie lebt in der Schweiz und arbeitet dort als Oberärztin.